# Festival de Cine del Extremo Oriente
El Festival de Cine del Extremo Oriente (también conocido como UdineIncontriCinema - Festival del cinema popolare dell'Estremo Oriente) es un festival cinematográfico enfocado al cine asiático que se celebra anualmente durante la segunda mitad del mes de abril desde 1999 en la ciudad de Udine, situada en la región italiana del Friul .

## Palmarés
| Año  | Título                            | Director              | País          | Ref.  |
| ---- | --------------------------------- | --------------------- | ------------- | ----- |
| 1999 | A Hero Never Dies                 | Johnnie To            | Hong Kong     |       |
| 2000 | Shower (ex aequo)                 | Zhang Yang            | China         |       |
| 2000 | My Heart (ex aequo)               | Bae Chang-ho          | Corea del Sur |       |
| 2001 | The Foul King                     | Kim Jee-woon          | Corea del Sur |       |
| 2002 | Love Undercover                   | Joe Ma                | Hong Kong     |       |
| 2003 | Infernal Affairs                  | Andrew Lau & Alan Mak | Hong Kong     |       |
| 2004 | El ocaso del samurái              | Yoji Yamada           | Japón         |       |
| 2005 | Peacock                           | Gu Changwei           | China         |       |
| 2006 | Welcome to Dongmakgol             | Park Kwang-hyun       | Corea del Sur |       |
| 2007 | No Mercy for the Rude             | Park Chul-hee         | Corea del Sur |       |
| 2008 | Gachi Boy                         | Norihiro Koizumi      | Japón         |       |
| 2009 | Departures                        | Yōjirō Takita         | Japón         |       |
| 2010 | Castaway on the Moon              | Lee Hey-jun           | Corea del Sur |       |
| 2011 | Aftershock                        | Feng Xiaogang         | China         |       |
| 2012 | Silenced                          | Hwang Dong-hyuk       | Corea del Sur |       |
| 2013 | How to Use Guys with Secret Tips  | Lee Won-suk           | Corea del Sur |       |
| 2014 | The Eternal Zero                  | Takashi Yamazaki      | Japón         |       |
| 2015 | Oda a mi padre                    | Yoon Je-kyoon         | Corea del Sur |       |
| 2016 | A Melody to Remember              | Lee Han               | Corea del Sur |       |
| 2017 | Close-Knit                        | Naoko Ogigami         | Japón         |       |
| 2018 | 1987: When the Day Comes          | Jang Joon-hwan        | Corea del Sur | [ 1 ] |
| 2019 | Still Human                       | Oliver Chan           | Hong Kong     |       |
| 2020 | Better Days                       | Derek Tsang           | China         |       |
| 2021 | Midnight Swan                     | Eiji Uchida           | Japón         |       |
| 2022 | Miracle: Letters to the President | Lee Jang-hoon         | Corea del Sur | [ 2 ] |
| 2023 | Abang Adik                        | Jin Ong               | Malasia       | [ 3 ] |